# Onchophora melanocephala
Onchophora melanocephala is een rondwormensoort uit de familie van de Camallanidae. De wetenschappelijke naam van de soort is voor het eerst geldig gepubliceerd in 1819 door Rudolphi.